# Spilosoma nigrita
Spilosoma nigrita är en fjärilsart som beskrevs av Mannes 1929. Spilosoma nigrita ingår i släktet Spilosoma och familjen björnspinnare. Inga underarter finns listade i Catalogue of Life.